# Saint-Céneré
Saint-Céneré är en kommun i departementet Mayenne i regionen Pays de la Loire i nordvästra Frankrike. Kommunen ligger i kantonen Montsûrs som tillhör arrondissementet Laval. År 2018 hade Saint-Céneré 473 invånare.

## Befolkningsutveckling
Antalet invånare i kommunen Saint-Céneré
| Referens: INSEE |